# Scottish Premiership 2014/15
Die Scottish Premiership war 2014/15 die zweite Austragung als höchste schottische Fußball-Spielklasse der Herren seit deren Gründung im Jahr 2013. Es war zudem die 118. Austragung der höchsten Fußball-Spielklasse innerhalb der 2013 gegründeten Scottish Professional Football League, in welcher der Schottische Meister ermittelt wurde. Die Liga wurde vom Schottischen Fußballverband geleitet und begann am 9. August 2014 und endete mit dem 38. Spieltag im Mai 2015. Nach der regulären Saison, die als 1. Runde bezeichnet wurde und in der alle Mannschaften jeweils dreimal gegeneinander antreten, begann die abschließende 2. Runde, die in zwei Gruppen mit Meisterschafts- und Abstiegs-Play-offs unterteilt wurde. Der Elftplatzierte der Premiership traf danach auf den Zweiten, Dritten und Vierten der Championship, mit denen es zu Relegationsspielen kam.
Als Aufsteiger aus der letztjährigen Championship nahmen der FC Dundee und Hamilton Academical an der Premiership teil. Hamilton Academical setzte sich in der Relegation gegen Hibernian Edinburgh durch. Die Hibs folgten damit dem direkten Absteiger Heart of Midlothian in die Championship. Erstmals seit 124 Jahren spielt damit kein einziger Verein aus der schottischen Hauptstadt Edinburgh in der 1. Liga. Als Titelverteidiger startete Celtic Glasgow in die Saison.
Die Meisterschaft gewann zum insgesamt 46. Mal in der Vereinsgeschichte Celtic Glasgow. Ausschlaggebend war dabei ein 5:0-Heimerfolg am 35. Spieltag von Celtic über den FC Dundee, und gleichzeitiger Niederlage des Verfolgers, dem FC Aberdeen der gegen Dundee United verlor.
Die Bhoys qualifizierten sich damit als Meister für die folgende Champions League Saison-2015/16. Der Zweit-, Dritt- und Viertplatzierte FC Aberdeen, Inverness Caledonian Thistle (zugleich Pokalsieger) und der FC St. Johnstone qualifizierten sich für die UEFA Europa League 2015/16. Der FC Motherwell spielte in der Relegation gegen die Glasgow Rangers und behielt nach zwei Siegen die Spielklasse. Der Letztplatzierte FC St. Mirren stieg direkt in die Championship ab.

## Vereine
| Verein                       | Stadt      | Stadion               | Kapazität |
| ---------------------------- | ---------- | --------------------- | --------- |
| Celtic Glasgow               | Glasgow    | Celtic Park           | 60.355    |
| Dundee United                | Dundee     | Tannadice Park        | 14.229    |
| FC Aberdeen                  | Aberdeen   | Pittodrie Stadium     | 21.421    |
| FC Dundee                    | Dundee     | Dens Park             | 12.085    |
| FC Kilmarnock                | Kilmarnock | Rugby Park            | 18.128    |
| FC Motherwell                | Motherwell | Fir Park              | 13.677    |
| FC St. Johnstone             | Perth      | McDiarmid Park        | 10.696    |
| FC St. Mirren                | Paisley    | St. Mirren Park       | 08.023    |
| Hamilton Academical          | Hamilton   | New Douglas Park      | 06.000    |
| Inverness Caledonian Thistle | Inverness  | Caledonian Stadium    | 07.800    |
| Partick Thistle              | Glasgow    | Firhill Stadium       | 10.102    |
| Ross County                  | Dingwall   | Global Energy Stadium | 06.541    |

## 1. Runde

### Tabelle
| Pl. | Verein                       | Sp. | S  | U  | N  | Tore    | Diff. | Punkte |
| --- | ---------------------------- | --- | -- | -- | -- | ------- | ----- | ------ |
| 1.  | Celtic Glasgow (M)           | 33  | 25 | 4  | 4  | 070:170 | +53   | 79     |
| 2.  | FC Aberdeen (L)              | 33  | 22 | 5  | 6  | 054:280 | +26   | 71     |
| 3.  | Inverness Caledonian Thistle | 33  | 17 | 7  | 9  | 046:340 | +12   | 58     |
| 4.  | Dundee United                | 33  | 15 | 4  | 14 | 053:490 | +4    | 49     |
| 5.  | FC St. Johnstone (P)         | 33  | 14 | 6  | 13 | 029:320 | −3    | 48     |
| 6.  | FC Dundee (N)                | 33  | 11 | 11 | 11 | 045:450 | ±0    | 44     |
| 7.  | Hamilton Academical (N)      | 33  | 12 | 7  | 14 | 042:480 | −6    | 43     |
| 8.  | Partick Thistle              | 33  | 10 | 8  | 15 | 041:380 | +3    | 38     |
| 9.  | FC Kilmarnock                | 33  | 10 | 8  | 15 | 035:460 | −11   | 38     |
| 10. | Ross County                  | 33  | 10 | 7  | 16 | 039:560 | −17   | 37     |
| 11. | FC Motherwell                | 33  | 9  | 4  | 20 | 033:570 | −24   | 31     |
| 12. | FC St. Mirren                | 33  | 6  | 3  | 24 | 022:590 | −37   | 21     |

Platzierungskriterien: 1. Punkte – 2. Tordifferenz – 3. geschossene Tore

| 1. Runde |

| Zum Saisonende 2013/14 |                                             |
| (M)                    | Meister des Vorjahres                       |
| (P)                    | Pokalsieger des Vorjahres                   |
| (L)                    | Ligapokalsieger des Vorjahres               |
| (N)                    | Neuaufsteiger aus der Scottish Championship |

## 2. Runde

### Meisterschafts-Play-offs

#### Abschlusstabelle
| Pl. | Verein                       | Sp. | S  | U  | N  | Tore    | Diff. | Punkte |
| --- | ---------------------------- | --- | -- | -- | -- | ------- | ----- | ------ |
| 1.  | Celtic Glasgow (M)           | 38  | 29 | 5  | 4  | 084:170 | +67   | 92     |
| 2.  | FC Aberdeen (L)              | 38  | 23 | 6  | 9  | 057:330 | +24   | 75     |
| 3.  | Inverness Caledonian Thistle | 38  | 19 | 8  | 11 | 052:420 | +10   | 65     |
| 4.  | FC St. Johnstone (P)         | 38  | 16 | 9  | 13 | 034:340 | ±0    | 57     |
| 5.  | Dundee United                | 38  | 17 | 5  | 16 | 058:560 | +2    | 56     |
| 6.  | FC Dundee (N)                | 38  | 11 | 12 | 15 | 046:570 | −11   | 45     |

| 2. Runde |

| Zum Saisonende 2013/14 |                                             |
| (M)                    | Meister des Vorjahres                       |
| (P)                    | Pokalsieger des Vorjahres                   |
| (L)                    | Ligapokalsieger des Vorjahres               |
| (N)                    | Neuaufsteiger aus der Scottish Championship |

### Abstiegs-Play-offs

#### Abschlusstabelle
| Pl. | Verein                  | Sp. | S  | U  | N  | Tore    | Diff. | Punkte |
| --- | ----------------------- | --- | -- | -- | -- | ------- | ----- | ------ |
| 7.  | Hamilton Academical (N) | 38  | 15 | 8  | 15 | 050:530 | −3    | 53     |
| 8.  | Partick Thistle         | 38  | 12 | 10 | 16 | 048:440 | +4    | 46     |
| 9.  | Ross County             | 38  | 12 | 8  | 18 | 046:630 | −17   | 44     |
| 10. | FC Kilmarnock           | 38  | 11 | 8  | 19 | 044:590 | −15   | 41     |
| 11. | FC Motherwell           | 38  | 10 | 6  | 22 | 038:630 | −25   | 36     |
| 12. | FC St. Mirren           | 38  | 9  | 3  | 26 | 030:660 | −36   | 30     |

| 2. Runde |

| Zum Saisonende 2013/14 |                                             |
| (N)                    | Neuaufsteiger aus der Scottish Championship |

## Relegation
Teilnehmer an den Relegationsspielen um einen Platz für die folgende Scottish Premiership-Saison 2015/16 waren Hibernian Edinburgh, die Glasgow Rangers und Queen of the South aus der diesjährigen Championship. Hinzu kam die elftplatzierte Mannschaft aus der diesjährigen Premiership, der FC Motherwell. Der Sieger jeder Runde wurde in zwei Spielen ermittelt, wobei in der ersten Runde die Mannschaften, die sich am Saisonende der Championship auf den Plätzen 3 und 4 befanden aufeinander trafen. Danach spielte der Sieger dieses Spiels in der zweiten Runde gegen die zweitplatzierte Mannschaft aus der Championship. Die letzte Runde wurde zwischen dem Elftplatzierten aus der Premiership und dem Sieger der zweiten Runde ausgetragen. Der Sieger der dritten Runde erhielt einen Platz für die neue Saison der Premiership.
Erste Runde
Die Spiele wurden am 9. und 17. Mai 2015 ausgetragen.
|                    | Gesamt |                 | Hinspiel | Rückspiel |
| ------------------ | ------ | --------------- | -------- | --------- |
| Queen of the South | 2:3    | Glasgow Rangers | 1:2      | 1:1       |

Zweite Runde
Die Spiele werden am 20. und 23. Mai 2015 ausgetragen.
|                 | Gesamt |                     | Hinspiel | Rückspiel |
| --------------- | ------ | ------------------- | -------- | --------- |
| Glasgow Rangers | 2:1    | Hibernian Edinburgh | 2:0      | 0:1       |

Dritte Runde
Die Spiele werden am 28. und 31. Mai 2015 ausgetragen.
|                 | Gesamt |               | Hinspiel | Rückspiel |
| --------------- | ------ | ------------- | -------- | --------- |
| Glasgow Rangers | 1:6    | FC Motherwell | 1:3      | 0:3       |

## Statistiken

### Torschützenliste
Bei gleicher Anzahl von Toren sind die Spieler alphabetisch nach Nachnamen bzw. Künstlernamen sortiert.
| Pl.               | Nat.       | Name                 | Logo | Mannschaft          | Tore |
| ----------------- | ---------- | -------------------- | ---- | ------------------- | ---- |
| 01.               | Irland     | Adam Rooney          |      | FC Aberdeen         | 18   |
| 02.               | Turkei     | Nadir Çiftçi         |      | Dundee United       | 14   |
| 02.               | Schottland | Leigh Griffiths      |      | Celtic Glasgow      | 14   |
| 04.               | Schottland | Greg Stewart         |      | FC Dundee           | 13   |
| 05.               | Frankreich | Tony Andreu 1        |      | Hamilton Academical | 12   |
| 05.               | England    | John Sutton          |      | FC Motherwell       | 12   |
| 07.               | Schottland | Ali Crawford         |      | Hamilton Academical | 11   |
| 8.                | Nordirland | Liam Boyce           |      | Ross County         | 10   |
| 8.                | Schottland | Kris Commons         |      | Celtic Glasgow      | 10   |
| 8.                | Nordirland | Billy McKay 2        |      | Inverness CT        | 10   |
| 11.               | Schottland | Kris Doolan          |      | Partick Thistle     | 9    |
| 11.               | Schottland | Brian Graham         |      | FC St. Johnstone    | 9    |
| 11.               | Schottland | Gary Mackay-Steven 3 |      | Celtic Glasgow      | 9    |
| 11.               | Schottland | Michael O'Halloran   |      | FC St. Johnstone    | 9    |
| 11.               | England    | Tope Obadeyi         |      | FC Kilmarnock       | 9    |
| Stand: Saisonende |            |                      |      |                     |      |

## Die Meistermannschaft von Celtic Glasgow
(Berücksichtigt wurden Spieler mit mindestens einem Einsatz; in Klammern sind die Einsätze und Tore angegeben)
| 1. | Celtic Glasgow |
|    | - Tor: Craig Gordon (33/0), Łukasz Załuska (5/0) - Abwehr: Efe Ambrose (27/0), Jason Denayer (29/5), Darnell Fisher (5/0), Emilio Izaguirre (35/1), Mikael Lustig (5/2), Adam Matthews (29/1), Charlie Mulgrew (10/0), Eoghan O’Connell (3/0), Kieran Tierney (2/0), Virgil van Dijk (35/4) - Mittelfeld: Stuart Armstrong (15/1), Nir Biton (31/2), Scott Brown (32/4), Kris Commons (29/10), James Forrest (19/3), Gary Mackay-Steven (13/4), Callum McGregor (18/2), Wakaso Mubarak (5/0), Aleksandar Tonew (6/0) - Angriff: Derk Boerrigter (1/0), John Guidetti (24/8), Leigh Griffiths (24/14), Stefan Johansen (34/9), Anthony Stokes (21/7), Stefan Šćepović (18/4) - Trainer: Ronny Deila |

## Auszeichnungen während der Saison
| Monat          | Trainer des Monats              | Spieler des Monats               | Jungprofi des Monats                 |
| -------------- | ------------------------------- | -------------------------------- | ------------------------------------ |
| August 2014    | John Hughes (Inverness CT)      | Ross Draper (Inverness CT)       | Ryan Christie (Inverness CT)         |
| September 2014 | Allan Johnston (FC Kilmarnock)  | Paul Paton (Dundee United)       | Jason Cummings (Hibernian Edinburgh) |
| Oktober 2014   | Alex Neil (Hamilton Academical) | John Guidetti (Celtic Glasgow)   | Lewis Macleod (Glasgow Rangers)      |
| November 2014  | Ronny Deila (Celtic Glasgow)    | David Clarkson (FC Dundee)       | Charlie Telfer (Dundee United)       |
| Dezember 2014  | Derek McInnes (FC Aberdeen)     | Ryan Jack (FC Aberdeen)          | Stevie Mallan (FC St. Mirren)        |
| Januar 2015    | John Hughes (Inverness CT)      | Greg Stewart (FC Dundee)         | Chris Kane (FC St. Johnstone)        |
| Februar 2015   | Jim McIntyre (Ross County)      | Stefan Johansen (Celtic Glasgow) | Ryan Christie (Inverness CT)         |
| März 2015      | Jim McIntyre (Ross County)      | Raffaele De Vita (Ross County)   | Jason Denayer (Celtic Glasgow)       |
| April 2015     | Ronny Deila (Celtic Glasgow)    | Leigh Griffiths (Celtic Glasgow) | Jason Cummings (Hibernian Edinburgh) |

## Trainerwechsel
| Verein | Verein              | Trainer        | Grund                   | Datum            | Tabellenplatz | Nachfolger           | Quelle        |
| ------ | ------------------- | -------------- | ----------------------- | ---------------- | ------------- | -------------------- | ------------- |
|        | FC St. Mirren       | Danny Lennon   | Vertragsende            | 12. Mai 2014     | Sommerpause   | Tommy Craig          | [ 5 ] [ 6 ]   |
|        | Celtic Glasgow      | Neil Lennon    | Rücktritt               | 22. Mai 2014     | Sommerpause   | Ronny Deila          | [ 7 ] [ 8 ]   |
|        | Ross County         | Derek Adams    | Entlassung              | 28. August 2014  | 12.           | Jim McIntyre         | [ 9 ] [ 10 ]  |
|        | FC Motherwell       | Stuart McCall  | Rücktritt               | 2. November 2014 | 11.           | Ian Baraclough       | [ 11 ] [ 12 ] |
|        | FC St. Mirren       | Tommy Craig    | Entlassung              | 9. Dezember 2014 | 11.           | Gary Teale           | [ 13 ] [ 14 ] |
|        | Hamilton Academical | Alex Neil      | Wechsel zu Norwich City | 9. Januar 2015   | 3.            | Martin Canning       | [ 15 ] [ 16 ] |
|        | FC Kilmarnock       | Allan Johnston | Rücktritt               | 6. Februar 2015  | 8.            | Gary Locke (interim) | [ 17 ]        |

## Sponsoren
| Verein                       | Ausrüster | Hauptsponsor                                         |
| ---------------------------- | --------- | ---------------------------------------------------- |
| FC Aberdeen                  | Adidas    | Saltire Energy                                       |
| Celtic Glasgow               | Nike      | Magners                                              |
| FC Dundee                    | Puma      | Hangar Records                                       |
| Dundee United                | Nike      | Calor                                                |
| Hamilton Academical          | Nike      | M&H Logistics (Heim), Life Skills Centres (Auswärts) |
| Inverness Caledonian Thistle | Erreà     | Subway                                               |
| FC Kilmarnock                | Erreà     | QTS                                                  |
| FC Motherwell                | Macron    | Cash Converters                                      |
| Partick Thistle              | Joma      | Cott                                                 |
| Ross County                  | Diadora   | Stanley CRC Evans Offshore                           |
| FC St. Johnstone             | Joma      | GS Brown Construction                                |
| FC St. Mirren                | Carbrini  | JD Sports                                            |